# Asteropontius typicus
Asteropontius typicus is een eenoogkreeftjessoort uit de familie van de Asterocheridae. De wetenschappelijke naam van de soort is voor het eerst geldig gepubliceerd in 1903 door I. C. Thompson & A. Scott.